# 페스콜란차노
페스콜란차노(이탈리아어: Pescolanciano)는 이탈리아 몰리세주 이세르니아도의 코무네다. 캄포바소로부터 북서쪽 30km 이세르니아 북동쪽 12km 거리에 있다.